# Кубок Беларуси по футболу 2016/2017
Кубок Беларуси по футболу 2016/2017 годов — 26-й розыгрыш ежегодного клубного турнира, второго по значимости в стране. Финал Кубка впервые состоялся на поле ЦСК «Неман» в Гродно (28 мая 2017 года). Обладателем трофея во 2-й раз стало «Динамо-Брест», переигравшее солигорский «Шахтёр» только в серии послематчевых пенальти.
«Динамо-Брест» получило право сыграть с чемпионом Беларуси 2017 года в Суперкубке Беларуси 2018, а также на участие во 2-м квалификационном раунде Лиги Европы 2017/18.

## Формат
Турнир стартовал со стадии 1/32 финала. В этом раунде, а также в 1/16 финала хозяином поля являлась команда, которая выступала в лиге, низшей по рангу. Если встречались команды из одной лиги, то хозяин поля определялся в результате жеребьёвки.
Матчи до стадии 1/8 финала включительно проводились в 2016 году, а 1/4 финала и далее — в 2017 году. Финал Кубка состоял из одного матча и проводился на нейтральном поле.

## 1/32 финала
На этой стадии приняли участие:
- 4 победителя областных чемпионатов (КФК);
- 13 клубов Второй Лиги (Д3);
- 13 клубов Первой Лиги (Д2).

«Звезда-БГУ» (Минск) (Д2) автоматически прошла в следующий раунд.
Матчи состоялись 10-12 июня 2016 года.
| Хозяева                        | Счёт       | Гости                    |
| ------------------------------ | ---------- | ------------------------ |
| СДЮШОР-МТЗ-Сябар (Минск) (КФК) | 0:7        | ФК Слоним (Д2)           |
| ФК Горки (КФК)                 | 1:5        | Волна (Пинск) (Д3)       |
| ФК Клецк (Д3)                  | 1:5        | Химик (Светлогорск) (Д2) |
| ФК Осиповичи (Д3)              | 1:2 (д.в.) | Гомельжелдортранс (Д2)   |
| Неман-Агро (Столбцы) (Д3)      | 2:1        | ФК Ошмяны (Д2)           |
| Монтажник (Мозырь) (Д3)        | 2:3        | Смолевичи-СТИ (Д2)       |
| ФК Сенно (КФК)                 | 3:0        | Луч (Минск) (Д2)         |
| Вертикаль (Калинковичи) (Д3)   | 2:1        | Днепр (Могилёв) (Д2)     |
| ЮАС (Житковичи) (Д3)           | 0:7        | ФК Орша (Д2)             |
| ДЮСШ-ДСК (Гомель) (Д3)         | 0:4        | Торпедо (Минск) (Д2)     |
| Виктория (Марьина Горка) (Д3)  | 0:5        | ФК Сморгонь (Д2)         |
| Забудова-Строй (Чисть) (Д3)    | 0:1        | ФК Лида (Д2)             |
| Молодечно-ДЮСШ-4 (Д3)          | 0:2        | ФК Гомель (Д2)           |
| Рогачёв-МК (Д3)                | 2:7        | ФК Барановичи (Д2)       |
| Припять (Ольшаны) (КФК)        | 0:1        | Торпедо (Могилёв) (Д3)   |

Результаты матчей 1/32 финала

## 1/16 финала
Жеребьёвка 1/16 финала прошла 13 июня 2016 года.
На этой стадии приняли участие:
- «Звезда-БГУ» (Минск);
- 15 победителей 1/32 финала;
- 16 клубов Высшей Лиги (Д1).

Основная часть матчей состоялась 8-10 июля 2016 года (матчи с участием борисовского БАТЭ, минского «Динамо» и солигорского «Шахтёра» были перенесены на сентябрь).
| Хозяева                      | Счёт           | Гости                  |
| ---------------------------- | -------------- | ---------------------- |
| Химик (Светлогорск) (Д2)     | 0:4            | ФК Слуцк               |
| Волна (Пинск) (Д3)           | 0:4            | Торпедо-БелАЗ (Жодино) |
| Звезда-БГУ (Минск) (Д2)      | 0:0 (пен. 2:3) | ФК Городея             |
| Торпедо (Минск) (Д2)         | 0:2            | Славия-Мозырь          |
| Неман-Агро (Столбцы) (Д3)    | 0:5            | Неман (Гродно)         |
| ФК Сморгонь (Д2)             | 3:0            | Гранит (Микашевичи)    |
| ФК Орша (Д2)                 | 0:4            | ФК Минск               |
| ФК Сенно (КФК)               | 0:1            | Нафтан (Новополоцк)    |
| Смолевичи-СТИ (Д2)           | 0:1            | ФК Витебск             |
| Гомельжелдортранс (Д2)       | 2:1            | Крумкачи (Минск)       |
| ФК Барановичи (Д2)           | 3:2 (д.в.)     | Белшина (Бобруйск)     |
| ФК Слоним (Д2)               | 0:2            | Динамо-Брест           |
| Вертикаль (Калинковичи) (Д3) | 1:6            | Ислочь (Минский район) |
| ФК Гомель (Д2)               | 0:1            | Динамо (Минск)         |
| ФК Лида (Д2)                 | 0:2            | Шахтёр (Солигорск)     |
| Торпедо (Могилёв) (Д3)       | 0:4            | БАТЭ (Борисов)         |

Результаты матчей 1/16 финала

## 1/8 финала
Жеребьёвка 1/8 финала прошла 27 июля 2016 года.
Матчи состоялись 21 сентября 2016 года.
| Хозяева                | Счёт           | Гости                  |
| ---------------------- | -------------- | ---------------------- |
| ФК Барановичи (Д2)     | 2:3 (д.в.)     | ФК Минск               |
| ФК Слуцк               | 3:0            | ФК Сморгонь (Д2)       |
| Гомельжелдортранс (Д2) | 0:0 (пен. 3:0) | Славия-Мозырь          |
| ФК Городея             | 0:0 (пен. 1:4) | Динамо (Минск)         |
| Динамо-Брест           | 2:1            | Нафтан (Новополоцк)    |
| Торпедо-БелАЗ (Жодино) | 2:1            | ФК Витебск             |
| БАТЭ (Борисов)         | 4:2            | Ислочь (Минский район) |
| Неман (Гродно)         | 1:2 (д.в.)     | Шахтёр (Солигорск)     |

Результаты матчей 1/8 финала

## 1/4 финала
Жеребьёвка 1/4 финала прошла 22 сентября 2016 года. На данной стадии победители были определены по итогам двух матчей.
Матчи состоялись в марте 2017 года.
| Хозяева                 | Счёт | Гости              | Первый матч | Ответный матч |
| ----------------------- | ---- | ------------------ | ----------- | ------------- |
| Торпедо-БелАЗ (Жодино)  | 1:2  | ФК Слуцк           | 1:0         | 0:2           |
| Динамо-Брест            | 2:2* | Динамо (Минск)     | 2:2         | 0:0           |
| Локомотив (Гомель) (Д2) | 1:5  | Шахтёр (Солигорск) | 0:3         | 1:2           |
| ФК Минск                | 1:3  | БАТЭ (Борисов)     | 0:1         | 1:2           |

* брестчане прошли в следующую стадию за счёт голов на выезде.

## 1/2 финала
Матчи состоялись 5 и 26 апреля 2017 года.
| Хозяева            | Счёт | Гости          | Первый матч | Ответный матч |
| ------------------ | ---- | -------------- | ----------- | ------------- |
| Шахтёр (Солигорск) | 3:2  | ФК Слуцк       | 2:1         | 1:1           |
| Динамо-Брест       | 2:1  | БАТЭ (Борисов) | 2:0         | 0:1           |

## Финал
| 28 мая 2017 18:00 | \| Динамо-Брест \| 1:1 \| Шахтёр (Солигорск) \| \| Легчилин 82′ \| Голы \| Лисакович 69′ \| | ЦСК «Неман», Гродно Зрителей: 8500 Судья: А. Кульбаков (Гомель) |
| отчёт             |                                                                                             |                                                                 |
| Динамо-Брест      | 1:1                                                                                         | Шахтёр (Солигорск)                                              |
| Легчилин 82′      | Голы                                                                                        | Лисакович 69′                                                   |

| Серия пенальти: |      |
|                 | 10:9 |

| Обладатель Кубка Беларуси 2016/17 |
| --------------------------------- |
| Динамо-Брест Второй кубок         |